# Mathieu Thomas
 (janvier 2018).
Mathieu Thomas est sportif de haut niveau français en para-badminton (badminton pour personne en situation de handicap moteur). Il est en 2023 N°8 mondial en simple (SL3) et N°7 mondial en double hommes (SL3/SL4). Il a pour objectif de se qualifier pour les Jeux Paralympiques de Paris 2024 et de décrocher une médaille à domicile.

## Carrière
Il a commencé le badminton assez tard, pratiquant le basket-ball avant que l'on lui diagnostique une tumeur cancéreuse dans le bas-ventre à 17 ans, lui laissant un handicap à la jambe droite.
Après des années de rééducation, il a repris le sport et a souhaité découvrir des disciplines adaptées à son handicap. Il s’est d’abord lancé dans le cyclisme et enfin vers le badminton, en 2015. Sport dont il tombe complètement amoureux.
Il se fait classifier SL3, correspondant à un athlète pratiquant debout, et ayant un handicap sur une ou les deux jambes, ainsi qu'un mauvais équilibre en marchant ou en courant.
En 2016, il compte déjà 3 titres de Champions de France (simple et double) et devient champion d'Europe en double avec Lucas Mazur.
En 2017, Il décroche une médaille de bronze en double aux Championnats du monde en Corée du Sud (Uslan) et double sa famille avec l'arrivée de ses jumeaux Soa et Mila.
En 2018, il intègre le Pôle Espoir de Châtenay Malabry au CREPS d'Ile de France, rentre en équipe de France et sur liste sénior de Haut niveau et décroche un titre de vice-champion d'Europe en double avec Guillaume Gailly.
Entre 2018 et 2022, il décroche 16 médailles internationales lors de différents Open.
En 2022, il remporte la seconde médaille de bronze de sa carrière, en double hommes aux Championnats du Monde au Canada avec Guillaume Gailly.
En 2023, il décroche pour la 17ème fois le titre de Champions de France, simple et double confondus.
Depuis mars 2023, Mathieu Thomas a commencé sa qualification pour les Jeux Paralympiques de Paris 2024. À l'été il remporte les Jeux Paralympiques Européens en double homme avec Guillaume Gailly, et deviennent champions d'Europe. Il décroche également 2 médailles de bronze en simple et en mixte avec sa partenaire Maud Lefort.

## Palmarès

### 2018
| Événement                     | Date              | Lieu      | Place | Tableau(x)                         |
| ----------------------------- | ----------------- | --------- | ----- | ---------------------------------- |
| Championnat de France         | 20 - 22 janvier   | Pertuis   | 1re   | Simple homme                       |
| Championnat de France         | 20 - 22 janvier   | Pertuis   | 1re   | Double hommes - Guillaume Gally    |
| OPEN International d'Espagne  | 06 - 11 mars      | Majorque  | 1re   | Double hommes - Siripong Teamarrom |
| OPEN International de Dubai   | 10 - 15 avril     | Dubai     | 3e    | Simple homme                       |
| OPEN International de Turquie | 08 - 13 mai       | Konya     | 2e    | Double hommes - Guillaume Gally    |
| OPEN International d'Irlande  | 19 - 24 juin      | Dublin    | 3e    | Simple homme                       |
| OPEN International d'Irlande  | 19 - 24 juin      | Dublin    | 3e    | Double hommes - Guillaume Gally    |
| OPEN International du Brésil  | 7 - 12 août       | Sao Paulo | 2e    | Simple homme                       |
| OPEN International du Brésil  | 7 - 12 août       | Sao Paulo | 1re   | Double hommes - Guillaume Gally    |
| OPEN International du Japon   | 25 - 30 septembre | Tokyo     | 3e    | Simple homme                       |
| OPEN International du Japon   | 25 - 30 septembre | Tokyo     | 3e    | Double hommes - Marcel Adam        |
| Championnats d'Europe         | 1 - 4 novembre    | Rodez     | 3e    | Simple homme                       |
| Championnats d'Europe         | 1 - 4 novembre    | Rodez     | 2e    | Double hommes - Guillaume Gally    |

### 2017
| Événement                     | Date              | Lieu             | Place | Tableau(x)                         |
| ----------------------------- | ----------------- | ---------------- | ----- | ---------------------------------- |
| Championnat de France         | 20 - 22 Janvier   | Quimper          | 1re   | Simple homme                       |
| Championnat de France         | 20 - 22 Janvier   | Quimper          | 1re   | Double hommes - Lucas Mazur        |
| OPEN International d'Espagne  | 07 - 12 mars      | Majorque         | 2e    | Double hommes - Lucas Mazur        |
| OPEN International d'Espagne  | 07 - 12 mars      | Majorque         | 3e    | Double mixte - Catherine Rosengren |
| OPEN International de Turquie | 02 - 7 mai        | Antalya          | 1re   | Simple homme                       |
| OPEN International de Turquie | 02 - 7 mai        | Antalya          | 2e    | Double hommes - Sukan Kadam        |
| OPEN International de Turquie | 02 - 7 mai        | Antalya          | 2e    | Double mixte - Zehra Baglar        |
| OPEN International d'Irlande  | 21 - 25 juin      | Dublin           | 2e    | Simple homme                       |
| OPEN International d'Irlande  | 21 - 25 juin      | Dublin           | 1re   | Double hommes - Lucas Mazur        |
| OPEN International du Japon   | 05 - 10 septembre | Tokyo            | 3e    | Simple homme                       |
| OPEN International du Japon   | 05 - 10 septembre | Tokyo            | 1re   | Double hommes - Lucas Mazur        |
| OPEN International des USA    | 24 - 29 octobre   | Colorado Springs | 3e    | Simple homme                       |
| OPEN International des USA    | 24 - 29 octobre   | Colorado Springs | 1re   | Double hommes - Guillaume Gally    |
| Championnat du Monde          | 21 - 26 novembre  | Ulsan            | 3e    | Double hommes - Siripong Teamarrom |

### Championnats du monde
| Année | Lieu  | Place | Tableau(x)                         |
| ----- | ----- | ----- | ---------------------------------- |
| 2017  | Ulsan | 3e    | Double hommes - Siripong Teamarrom |

### Championnats d'Europe
| Année | Lieu  | Place | Tableau(x)                      |
| ----- | ----- | ----- | ------------------------------- |
| 2016  | Beek  | 3e    | Simple homme                    |
| 2016  | Beek  | 1re   | Double hommes - Lucas Mazur     |
| 2018  | Rodez | 3e    | Simple homme                    |
| 2018  | Rodez | 2e    | Double hommes - Guillaume Gally |

### Championnats de France
| Année | Lieu    | Place | Tableau(x)                          |
| ----- | ------- | ----- | ----------------------------------- |
| 2015  | Bourges | 1re   | Simple homme                        |
| 2015  | Bourges | 2e    | Double hommes - Laurent Scartabelli |
| 2015  | Bourges | 3e    | Double mixte - Sylvie Goudet        |
| 2016  | Troyes  | 1re   | Simple homme                        |
| 2016  | Troyes  | 1re   | Double hommes - Lucas Mazur         |
| 2017  | Quimper | 1re   | Simple homme                        |
| 2017  | Quimper | 1re   | Double hommes - Lucas Mazur         |
| 2018  | Pertuis | 1re   | Simple homme                        |
| 2018  | Pertuis | 1re   | Double hommes - Guillaume Gally     |